# Vaječná tempera
Malbou temperou se dnes rozumí způsob malby barvami, kde pigmenty jsou pojeny emulzí. Jedním z nejstarších emulgátorů, které se k výrobě temperové barvy využívaly bylo vejce a to buď celé, nebo jen žloutek.
Vejce je znamenitý emulgátor a může zemulgovat v krajním případě až sedminásobný obsah oleje vzhledem ke svému obsahu. Samotné vejce je v podstatě již přirozenou emulzí, obsahuje vodu, albumin, vitelin, lecitin, minerální látky a ve žloutku vaječný tuk (a další látky).

## Výroba vaječné tempery
Výroba tempery se liší podle osobitého přání každého umělce, ale základní variantou je tento postup:
1 vejce, buď celé, nebo jen žloutek, se rozmíchá. Do rozmíchaného vejce se pomalu přidává lněný olej v množství 1/2 objemu vejce z něhož barvu připravujeme. Mnozí umělci obohacují vaječnou emulzi o další příměs, jako je klihová voda, lovosa, nebo vodná disperze polymeru.

## Historie
Analýzami je doložena vaječná tempera již ve starém Egyptě v 2.–3. stol. n. l., a to na malbě obalu mumie současně s jinými pojidly, totiž živočišným klihem a akáciovou gumou. Je třeba předpokládat, že vaječná tempera byla používána již od antiky nepřetržitě, avšak pravděpodobně pro zvláštní účely.
V malbě středověku však už zaujímá podstatné místo. Objevuje se v knižní malbě a v deskové malbě. Setkáváme se s ní například při malbě ikon.
V 15. století přichází zvrat v přístupu k výrobě tempery a na místo olejové substance ve vodním prostředí začíná převládat vodová substance v olejovém prostředí. Takže vzniká tzv. olejomalba Eyckova typu, která představuje kvalitativní zvrat, směřující k čisté olejomalbě.